# マグネロボ ガ・キーン
『マグネロボ ガ・キーン』は、1976年（昭和51年）9月5日から1977年（昭和52年）6月26日までNET→テレビ朝日系で毎週日曜日18時00分から18時25分に全39話が放送された、東映動画製作のロボットアニメ。

## 概要
『鋼鉄ジーグ』に続く『マグネロボシリーズ』（当シリーズ名は本作のタイトルに由来する）の第2作。また、スポンサーのタカラ（現・タカラトミー）のマグネモシリーズ第3弾である（同シリーズの第2弾は『ゴワッパー5ゴーダム』）。
放映フォーマットは前番組であった『鋼鉄ジーグ』と同様に、放送時間枠に応じた26分バージョンと30分バージョンの2つのタイプが作られた。その理由は、キー局（CMを含めて26分）と一部ローカル局（CMを含めて30分）における放送時間の相違に、正副主題歌と予告編のサイズを調整することで対応したことによる。キー局ではオープニング(OP)が1分、次回予告が15秒のうえエンディング(ED)が完全にカットされた。その一方で、ローカル局ではOPが2番までの2分、EDにいたってはフルコーラスで2分50秒、次回予告も1分25秒と長めであった（後の再放送時には各局とも30分の放送枠であることが多かったことから、主に30分バージョンが使われた）。
視聴率は前作より苦戦し、後半の数々のパワーアップ劇をもってしても上げることができなかった（1話しか登場しなかった武装もあった）。

## あらすじ
イザール星人の地球侵略が開始された。花月博士率いる地球システム研究所は、秘密裏に移動要塞研究所ゴッドフリーダムとマグネロボ・ガ・キーンを開発、イザールの侵略に備える。しかしガ・キーンを起動させるためにはマグネマンが二人必要だった。花月博士は自分の娘である舞をマグネマン・マイナスに選んだが、もう一人のマグネマンであるプラスの資格を持つ人物は未だに見つからなかった。花月は友人である北条徹の息子であり、人並み外れた耐電能力を持つ猛に目をつけ、彼をマグネマンとしてスカウトしようとする。

## 登場人物
本作は約5分ほどのパイロット版が製作されている。登場する人物で声を当てているのは猛と舞の2人だけで、本編とは異なりそれぞれ野田圭一と吉田理保子が演じている。また一部の用語が本編と異なるものとなっている。

### 地球人
北条 猛（ほうじょう たける）
声 - 古川登志夫（次回予告ナレーションも兼任）
北条流武道という武道家の家に生まれ父も武道家。17歳。その身体能力は高く、自らも武道家になるべく武者修行をしていた。幼少時に落雷事故に遭いその時に母親を失っている。その時発覚した電気に強い体質とその格闘能力を見込まれマグネマン・プラスとなる。マグネマン・プラスに変身すると変身前よりも凛々しくなるが、舞ほどの表情の劇的な変化はない。当初は協調性に欠け、孤高な雰囲気を持つ独りよがりな部分も目立ったが戦いを通じて成長してゆく。
花月 舞（かづき まい）
声 - 杉山佳寿子
ガ・キーン開発者、花月 守の娘。16歳。イザール星人の侵略を警告する父のためにマグネマン・マイナスとなる。特に体質的に有利というわけではなくマグネマンになるための電撃特訓など血のにじむような努力の成果として変身可能となる。人当たりもよく暴走しがちな猛を支えた。マグネマン・マイナスになると眉毛は釣り上がり狐のようにやや細めの目つきになり表情も変わり、化粧をした感じの大人の顔になり凛々しくなる。身体能力と柔軟性が高いため、水泳と新体操が得意。
花月 守（かづき まもる）
声 - 内海賢二
地球システム研究所の所長にしてガ・キーン開発者。イザール星人の侵略を早くに察知するも誰にも取り合ってもらえず、私財を投じてガ・キーンとゴッドフリーダムを建造する。パイロットとして必要なマグネマンの一人に自分の娘を選んだ。
北条 徹（ほうじょう とおる）
声 - 柴田秀勝
猛の父。花月博士とは友人同士。北条流武術師範。猛を幼少時より過剰に厳しく鍛え上げ、物語開始時には、猛とは事実上の絶縁状態となっている。
北条 琴江（ほうじょう ことえ）
声 - 北浜晴子 / 吉田理保子（幼少時）
猛の姉。母が夭折した北条家の母親代わり。
小松 独（こまつ ひとり）
声 - 野田圭一（ナレーションも兼任）
ゴッドフリーダム所属。戦闘要員。デリバリー号のメインパイロット。孤児ということもあって、仲間意識を大切にしており、物語当初、協調性がない猛とは衝突が絶えなかった。
肥前 太（びぜん ふとし）
声 - 増岡弘
ゴッドフリーダム所属。戦闘要員。デリバリー号のガンナーおよびサブパイロット。
辻 天才（つじ てんさい）
声 - はせさん治
ゴッドフリーダム所属。分析・整備要員。デリバリー号のレーダー、データ解析担当。チックタッカーを開発するなどメカにも強い。
肥前 カオル（びぜん カオル）
声 - つかせのりこ
太の妹。兄を頼ってゴッドフリーダムにやってきた活発（というよりおてんば）な少女。天才とともにチックタッカーを開発し戦闘に加わろうとした。
宇宙班・星博士
声 - はせさん治
海底班・潮博士
声 - 増岡弘
地底班・峰博士
声 - 野田圭一
それぞれゴッドフリーダム所属の博士。ガ・キーンのサポートとイザール星人の分析にあたる。

### イザール星人
ブレーン総司令官
声 - 柴田秀勝
イザール帝王腹心の部下。イザールの地球侵略軍総司令官。部下よりもふた周りほど体が大きく、肥大化した脳のような頭部を持つ。帝王直属のギャザーンを見殺しにした責任を問われ、第35話で自ら出撃し、巨大化してガ・キーンと直接戦った。
地底将軍コックロー
声 - 増岡弘
地底での作戦を指揮する三将軍の一人。功名心にあふれた利己的な性格。専用のコックローカーで前線に出て、そこから合成獣に命令を下す。最終話で合成獣を指揮して市街地を攻撃するが、ガ・キーン重戦車の後輪を受けてコックローカーごと押し潰される。
海底将軍スタッフィー
声 - 北浜晴子
海での作戦を指揮する三将軍の紅一点。海洋生物をモチーフとした姿をしている。最終話でコックローが市街地にガ・キーンを誘き出したその隙にスタッフィーカーでゴッドフリーダムを攻撃する二面作戦に出るが、独に迎撃されて戦死した。
情報長官デバイス
声 - はせさん治
三将軍の一人で地上での作戦を指揮し、情報収集と諜報活動を行なう。頭部が透明なドームで、耳がレーダーという機械生命体。最終話で要塞内に突撃してきたガ・キーンのイレーザーを受けて即死。
シャドー隊長
声 - 野田圭一
デバイスの部下。変装の名人。義手である右手に銃を内蔵している。
ギャザーン
声 - 田中崇
イザール皇帝直属の特別攻撃隊長。カオルたち子どもを利用してガ・キーンとゴッドフリーダムを窮地に陥れたが、失敗した挙句、巨大化してガ・キーンと戦い果てる。
イザール帝王
声 - 内海賢二
イザール星の支配者。イザール星は星としての寿命がつきかけており、移住先として地球を侵略しようとした。ブレーン亡き後、自ら指揮を執るために地球に降り立つ。最後は巨大化しガ・キーンとの戦いを繰り広げた。

## 登場メカ
一部の用語はパイロット版と本編で異なるものとなっている。

### 地球システム研究所
ガ・キーン
花月博士がイザール星人の侵略に対抗するため開発した巨大ロボット。全長50m、重量70t（全長48m、重量50t）。動力源は原子力と磁流波エネルギー。北条猛が変身したマグネマン・プラス、花月舞が変身したマグネマン・マイナスの二人が男女ロボのプライザーおよびマイティーのコクピットのキャノピー部分より飛び出し（デルドアウト）、スイートクロスして六角形を二つ並べたような形状のコア・パーツに変形。これに移動要塞研究所ゴッドフリーダムから発射されるパーツが合体して完成する。手足が長く胴が短い独特のプロポーションをしており、膝関節もかなり上部に存在している。機体色は青と黄で塗り分けされている。
名前の由来は「Gathering Keen」で、鋭く集合する、集合して強くなるという意味である。シャープな戦闘スタイルを基本とし、カッターなどの武装を多用するファイターである。また、スイートクロスは、演出を担当した勝間田具治に拠れば、旅先で妻と就寝しようとして思いついた名称とのこと。
玩具の売り上げが下がってきたことに対するテコ入れで、前番組『鋼鉄ジーグ』同様の陸海空3パーツの登場がガ・キーンでも予定されていたが、実際には採用されなかった。なお没になった陸海空の3パーツの活用は後番組『超人戦隊バラタック』に活かされ、最初から玩具と連動した展開が準備された。
マグネマンがコアパーツとなりガ・キーンパーツと合体する時のかけ声は「マグネマン・イントゥーワン」で、猛と舞のユニゾン発声である。パイロット版では猛の声のみで「コンバイン・イントゥーワン」で、タイミングもパーツ同士の合体時となっている。
雑誌『宇宙船』Vol.2における特集記事では「普通男女合体ヒーローは男の正義と女の愛という風に言われるのだが、ガ・キーンは外見的には男の逞しさと女の美しさ、内面的には男の暴力（バイオレンス）と女の残酷さを合わせ持った戦闘ロボットなのである」と評されている。
主な武器・技
- ショルダークラッシュ：タックル攻撃を連続して仕掛ける。最終回では、合成獣にバリアントアンカーごと振り回された遠心力を利用してコックローカーに仕掛けた結果、耐久力を超えてしまい肩口を破損、左腕が脱落している。
- カウンターナイフ：手の甲部分が反転した二本爪のエッジで敵を切り裂く。ガ・キーンパンチとの併用も可能。
- ガ・キーンパンチ：拳を射出して敵にぶつける。起死回生の場面に多く使われた。
- ガ・キーンイレーザー：脛から噴出する溶解スプレー。水中でも使用可能。
- エルボークラッカー：強力な肘撃ち。
- フットシャーク：足裏から出るジャックナイフ。
- ミラクルハリケーン：口の部分から発射するカラフルな光線。うねりながら伸びてゆく特徴がある。
- ガ・キーン・フルパワー：プライザーとマイティーが変形したブースターとドッキングすることで発揮される必殺技。ブースター先端からプラズマ光線を発射できる。この形態で回転しながら体当たりを行うのが初期の必殺技だった。ブースターとのドッキング時には「チェンジコンビネーション」とコールする。中盤で追加パーツのカッターフラッグが追加され、攻撃力がアップした。
- 大車輪アタック：膝の脇から飛び出す車輪で自走し体当たりする。車輪パーツは分離してフリスビー状のブーメランとして使用可能。ガ・キーンの弱点である長距離走行を克服するために装備された。
- ガ・キーンヌンチャク：両肩から射出されるヌンチャク状の武器。両サイドにエッジが装備され、敵を切り裂くことが可能。
- ガ・キーン・シャベルパワー：肘のドリルと大車輪で地底を掘り進む。
- ガ・キーン重戦車：ガ・キーンを強化するために開発されたユニット。ビームやミサイルのほかに、先端のラム（衝角）を装備しており、それを使用しての体当たりが必殺技である。ガ・キーンが直接乗り込んで操縦する。淡黄色と無彩色での機体塗装色だったが、バリアントアンカーへの改造に際して、鮮やかな赤色を主体としたツートンカラーに変わる。
- マッハウィング：第33話で開発された脚部に取り付ける飛行補助装置。装着するときはガ・キーン本体の膝からジョイントが出現し、そこに接続する。プライザー・マイティーブースターとの同時運用を前提に製作された（第33話）が、マッハウィング単体で使用することが多い。
- バリアントアンカー：重戦車を改造の上、マッハウィングを装着し、飛行可能にしたガ・キーン専用サポートマシン。後部車輪が左右に展開し、安定した飛行が可能となっている。また、支援機として使用することもでき、ガ・キーンからの誘導により遠隔操縦することもできる。後輪を分離し、武器として使用することも可能。重戦車同様、ガ・キーンが直接乗り込む。車体とマッハウィングは磁力で固定されているため、取り外しが可能となっており、非常時には分離して使用することもできる。

後述の『東映ロボットガールズ』Webコミック内では、バラたん（バラタック）に事実上奪われるが、コミック版『ロボットガールズZ』及びオンラインゲーム『ロボットガールズZ ONLINE』では再びガッキー（ガ・キーン）の手元に戻り、ゲーム中ではヘックスマップ上でのガッキーの移動補助機としても活躍している（ただし武装はほとんど本編同様には使用できない）。
男ロボ・プライザー
マグネマン・プラスが操縦する宇宙探査用ロボット。全長25m、重量16.7t。スピリット号というコクピットを兼ねるバイクと合体（ハイルドアップ）する。将棋の駒のような頭部形状であるがボディは肩口が広く取られ腰部分が狭い逆三角形のシルエットであり、ガ・キーン合体後はガ・キーンの武器兼サポートユニットになる。顔面部分にサーチライトを内蔵している（マイティーも同様）。カラーリングは赤。
前腕部は透明パーツで内部メカが見えるという、キカイダー01に酷似した構造になっている（アニメ演出上、普段は不透明で、プライザービーム発射時に発光して中身がはっきり見えるようになる）。
武装
- プライザービーム：腹の＋マークから出る光線。発射時に胴体が閉じ、＋マーク部分が左右から合わさり一体化した状態の描写が見られる。
- クロスカッター：両肩から飛び出す十字手裏剣。一度手に持ってから投げつける。
- ニーボンバー：大腿部からのミサイル。
- ナックルストラングル（パイロット版では「ナックルスクランブル」）：チェーン付きの前腕部を発射。
- カッターフラッグ：外付け式の翼状カッター。上部にフラッグミサイルを装備する。前述の通り、この形態では背面に装着する。また、ガ・キーン装着時には、翼が閉じて刃となり、持ち手が干渉する為に、本体は前面に移動する。この機構は、マイティーと共通しているものもである。
- ニューミサイル：両股に装着されたプライザー専用のミサイルパーツ。補助飛行ブースターも兼ねる。

女ロボ・マイティー（マイティ）
マグネマン・マイナスが操縦する海底探査用ロボット。全長24.8m、重量16.5t。エンジェル号というコクピットを兼ねる飛行メカと合体（ハイルドアップ）する。スピリット号には短距離の飛行能力しかないため、長距離航行などは2機の合体形態であるスピリットエンジェル号で出撃する。ボディはプライザーと逆に将棋の駒状の頭部をそのまま下に延長したような三角形のシルエットだが(この形状の差異は男女の衣装や骨格上の差異をデフォルメしたものである。マイティーの方がやや低身長なのも同じ理由)役割はほぼ同じ。カラーリングは白とピンク。プライザー同様、前腕部が透明パーツになっている。また「－」シンボル部分が左右に展開しツールボックスとなる。装備交換などのシーンは本編には登場していない（本編ではドリルが装備済みである）。
武装
- マイティービーム：腹の－マークから発射する光線。プライザービーム同様、発射時に胴体が閉じ、左右のマークが一体化する描写が見られる。
- マイティーニードル：両胸から発射する＞(V)型手裏剣。
- ニーボンバー：大腿部からのミサイル。
- ナックルストラングル：チェーン付きの前腕部を発射。
- カッターフラッグ：外付け式の翼状カッター。プライザー同様の形状・機能・機構をもつ。ガ・キーン時にも使用可能。

スピリットエンジェル号
ゴッドフリーダムから発進するマグネマンプラスとマイナスの専用機。互いのコクピットが独立しており前部コクピットにマグネマンマイナス、後部コクピットにマグネマンプラスが搭乗する。本機は分離して（「フライングオフ」と呼称）小型飛行メカとバイク型メカになり、両機ともプライザー&マイティーの機内に収納され機体内で変型してそれぞれのコクピットとなる（ハイルドアップ）。
デリバリー号
ゴッドフリーダム所属の支援戦闘機。独、太、天才らが乗り込み調査や戦闘支援を行なう。機体後部にペイロードを多くとっているため、荷物を配送したり難民を救助したりするときにも活躍する。後にカッターフラッグを運搬・射出する機能が追加されている。
チックタッカー
カオルと天才がつくった万能サポートメカ。本体が時計を模した形状をしており、それが名称の元となっている。飛行可能で作業用のマニピュレーターを装備する。ただし強力な武装は装備されていない。ガ・キーンの応急修理など、意外と活躍の場は多い。
ゴッドフリーダム
ガ・キーンの母船であり、地球システム研究所の移動要塞。コンコルド型の機首を持ち、海上では水中翼船同様に水中翼を展開するが飛行時には格納され、同時に飛行用の主翼が展開される。全長527m、重量62,000t。動力は磁流波エネルギーと原子力。
通常は東京湾に配備されているが、戦闘時には発進し、プライザー・マイティー、ガ・キーンパーツなどのオプションパーツを射出する。潜行能力や飛行能力を備えており、海上はおろか水中や空中、宇宙空間まで移動可能。ガ・キーンパーツを射出する砲塔型カタパルト以外に外からの武装は見当たらないが、これは本来の建造目的が平和利用であった為と推定される。
なお、陸上には所員養成のための付属専門学校が存在する。
マグネマンダミー
第31話に登場した、無塗装の人型メカ。猛・舞のどちらかが欠けてもスイートクロスできる様に花月博士が開発した（劇中では2人の体調を考慮し、交代で休めるようにするために開発した、とのこと）。この回では体力が回復していなかった舞の代わりに猛とダミーがスイートクロスしたが、猛の男性的（猪突猛進）戦闘スタイルが目立った為、苦戦を強いられた上、敵を倒せたものの、戦闘地域周辺の被害が通常のスイートクロス状態に比べ甚大となってしまい、デメリットを考慮し封印される。

### イザール側
合成獣
イザールの科学技術によって2種類の生物を合成し怪獣化したもの。体の一部を機械化されている。イザールの尖兵としてガ・キーンと戦う。1話で登場する合成獣は一体とは限らず、作戦によっては二体以上出撃するときもある。
コックローカー
コックロー専用戦闘メカ。先端にドリルがあり、地中潜行も可能となっている。
スタッフィーカー
スタッフィー専用戦闘メカ。ヒトデのような形状をしており、全方向からの攻撃が可能。出撃回数はコックローカーよりも少ない。
このほか、指揮官クラス以上のイザール星人が巨大化し、直接戦闘を行うときがある。しかしそれはあくまで最後の手段として用いている。劇中で巨大化したイザール星人はギャザーンとブレーン総司令官、イザール帝王の3人。

## スタッフ（本編）
- 原作 - 東映動画プロジェクトチーム
- 企画 - 横山賢二（東映動画）
- 製作担当 - 佐伯雅久
- 音楽 - 渡辺宙明
- 原案構成 - 浦川しのぶ[注 9]
- キャラクターデザイン - 小松原一男
- 美術デザイン - 辻忠直
- プロデューサー - 後藤武彦（NET→テレビ朝日）、塩沢弘文（ジャパド）
- 原画 - 小松原一男、友永和秀、兼森義則、一川孝久、須田正己、湖川滋 他
- 美術進行 - 丸森俊昭
- 特殊効果 - 佐藤章二、浜桂太郎、中島正之、林富喜江、岡田良明、壇合昇
- 仕上進行 - 松原明徳
- 撮影 - 菅谷信行、菅谷英夫、佐野禎史、寺尾三千代、佐藤隆郎、白井久男、森下成一、鈴木啓一
- 記録 - 池田紀代子
- 編集 - 千蔵豊、吉川泰弘
- 録音 - 二宮健治、池上信照
- 選曲 - 宮下滋
- 効果 - 伊藤克己
- 製作進行 - 福島和美、鈴木紀男、小島多美子、松浦錠平、五十嵐完治、高山秀樹、山田徹、松下健
- 現像 - 東映化学
- 制作 - 東映、NET→テレビ朝日、ジャパド

## スタッフ（パイロット版）
- 絵コンテ・演出 - 勝間田具治
- キャラクターデザイン・作画監督 - 小松原一男
- 音楽 - 菊池俊輔、渡辺宙明
- ナレーター - 野田圭一

## 主題歌
前述のとおり、本作は前作『鋼鉄ジーグ』同様に、キー局とローカル局との放送時間の差を、正副主題歌と予告編のサイズを調整することで対応しており、オープニング(OP)はキー局用ショートヴァージョン（60秒）とローカル局用のロングヴァージョン（120秒）が存在する。また、ローカル局にはあったエンディング(ED)はキー局ではカットされた。
オープニングテーマ - 「たたかえ!ガ・キーン」
作詞 - 浦川しのぶ / 作曲・編曲 - 渡辺宙明 / 歌 - 水木一郎、堀江美都子、こおろぎ’73
キー局版OP冒頭の作品タイトル部分は、ローカル局版OPでは見ることが出来ない別映像となっているうえ、曲の最後にもタイトルが表示される。また、このキー局版OPの映像は、第30話よりバリアントアンカーの活躍をフィーチャーしたものに全面的に差し替えられると同時に、テレビ局の改名に伴って、キー局版・ローカル局版ともOPラストの制作クレジットがNETからテレビ朝日に変更となった（変更後は作品タイトルも冒頭だけとなる）。なおDVDではローカル局ヴァージョンのOPが、テレビ朝日クレジットのものに全話統一して収録されてしまっている。
エンディングテーマ - 「猛と舞のうた」
作詞 - 浦川しのぶ / 作曲・編曲 - 渡辺宙明 / 歌 - 水木一郎、堀江美都子
フルサイズで使用されている。キー局の本放送ではカットされ、放映されなかった。
OP映像には歌詞テロップが表示されるが、ED映像では表示されない。

## 各話リスト
| 話数 | 放送日        | サブタイトル                                       | 脚本     | (絵コンテ) 演出     | 作画監督   | 美術          | 登場合成獣                          |
| ---- | ------------- | -------------------------------------------------- | -------- | ------------------- | ---------- | ------------- | ----------------------------------- |
| 1    | 1976年 9月5日 | 無敵の王者 ガ・キーン!                             | 山浦弘靖 | 勝間田具治          | 小松原一男 | 辻忠直 勝又激 | 合成獣バルドス 合成獣オクトス       |
| 2    | 9月12日       | 燃えろ猛!! 合成獣を打ち砕け!!                      | 安藤豊弘 | 明比正行            | 中村一夫   | 辻忠直 勝又激 | 合成獣タコガニー                    |
| 3    | 9月19日       | 心にきざめ!! プラス・マイナス・ゼロ                | 藤川桂介 | 新田義方            | 兼森義則   | 辻忠直 勝又激 | 合成獣ガンチャ 合成獣バグダニヤ     |
| 4    | 9月26日       | 見たか!! 大車輪アタック!!                          | 山浦弘靖 | 山口秀憲            | 新田敏夫   | 辻忠直        | 合成獣ロドゲス                      |
| 5    | 10月3日       | 勝利のきめては団結くずしだ!!                       | 藤川桂介 | 明比正行            | 小松原一男 | 勝又激        | 合成獣ゴードン 合成獣ザンブ         |
| 6    | 10月10日      | 舞が叫んだ 闘志のスイート・クロース                | 安藤豊弘 | 勝間田具治          | 小泉謙三   | 勝又激        | 合成獣ツチノゴン                    |
| 7    | 10月17日      | 移動要塞（ゴッド・フリーダム）宇宙の果てに大爆発?! | 藤川桂介 | 新田義方            | 兼森義則   | 辻忠直        | 合成獣ブルドッガー                  |
| 8    | 10月24日      | 父が教えた心と技                                   | 山浦弘靖 | 明比正行            | 中村一夫   | 勝又激        | 合成獣テレパス                      |
| 9    | 10月31日      | 真赤に燃えろ兄妹愛                                 | 星山博之 | 勝間田具治          | 須田正己   | 勝又激        | 合成獣バットゲー                    |
| 10   | 11月7日       | 南極の死闘デリバリー号                             | 安藤豊弘 | 松浦錠平            | 小松原一男 | 辻忠直        | 合成獣カメガマ                      |
| 11   | 11月14日      | ガ・キーンはじめての敗北?!                         | 山浦弘靖 | 福島和美            | 小泉謙三   | 勝又激        | 合成獣エレゴス                      |
| 12   | 11月21日      | 顔のない好敵手!!                                   | 藤川桂介 | 新田義方            | 兼森義則   | 勝又激        | 合成獣ヒョーマ                      |
| 13   | 11月28日      | 狙われた感謝デー                                   | 藤川桂介 | 森下孝三            | 谷沢豊     | 辻忠直        | 合成獣キューバーン                  |
| 14   | 12月5日       | 猛! 試練を乗り越えろ!!                             | 星山博之 | 明比正行            | 中村一夫   | 勝又激        | 合成獣タガーメン                    |
| 15   | 12月12日      | 恐怖の連続タンカー襲撃!!                           | 藤川桂介 | 松浦錠平            | 小松原一男 | 勝又激        | 合成獣キングベア 合成獣デスシャーク |
| 16   | 12月19日      | ピンチを救った 意外な仲間                          | 星山博之 | 福島和美            | 小泉謙三   | 辻忠直        | 合成獣アリンビー                    |
| 17   | 12月26日      | 怒りの大回転アタック                               | 安藤豊弘 | 勝間田具治          | 須田正己   | 勝又激        | 合成獣モーグル                      |
| 18   | 1977年 1月9日 | くたばれ タイフーン・ギャング!!                    | 藤川桂介 | 新田義方            | 小松原一男 | 辻忠直        | 合成獣ハリケニア                    |
| 19   | 1月16日       | 嵐の中のリターン・マッチ!!                         | 山浦弘靖 | 明比正行            | 中村一夫   | 勝又激        | 合成獣アギラス                      |
| 20   | 1月23日       | 9.5秒にかけた攻防!!                                | 藤川桂介 | 新田義方            | 鈴木孝夫   | 勝又激        | 合成獣デスガリアン                  |
| 21   | 1月30日       | 東京大洪水作戦                                     | 安藤豊弘 | 森下孝三            | 新田敏夫   | 辻忠直        | 合成獣カゲバット                    |
| 22   | 2月6日        | 実戦!! 逃げ出した優等生                            | 星山博之 | 松浦錠平            | 小松原一男 | 勝又激        | 合成獣ブラックウイング              |
| 23   | 2月13日       | 友よ今こそ手を結べ!!                               | 藤川桂介 | 福島和美            | 小泉謙三   | 辻忠直        | 合成獣ハリネズガイ                  |
| 24   | 2月20日       | 深海地獄一万メートル!!                             | 安藤豊弘 | 新田義方            | 鈴木孝夫   | 勝又激        | 合成獣ガイカブト                    |
| 25   | 2月27日       | 愛と涙の弾丸                                       | 山浦弘靖 | 勝間田具治          | 須田正己   | 辻忠直        | 合成獣ワニガス                      |
| 26   | 3月6日        | 新兵器 カッター・フラッグ登場!!                    | 山浦弘靖 | 明比正行            | 中村一夫   | 勝又激        | 合成獣ミイラス                      |
| 27   | 3月13日       | 新兵器を助けた珍兵器!!                             | 藤川桂介 | 新田義方            | 兼森義則   | 勝又激        | 合成獣ハチラス                      |
| 28   | 3月20日       | 大逆転!! 必殺ヌンチャク                            | 安藤豊弘 | 松浦錠平            | 小松原一男 | 勝又激        | 合成獣シャチゲラ                    |
| 29   | 3月27日       | 始動開始!! シャベル・パワー!!                      | 星山博之 | 森下孝三            | 湖川滋     | 勝又激        | 合成獣ムカデジゴク                  |
| 30   | 4月3日        | ガ・キーン対ガ・キーンの決闘                       | 山浦弘靖 | 福島和美            | 小泉謙三   | 田中資幸      | ニセガ・キーン                      |
| 31   | 4月10日       | 驚異のマグネマン・ダミー!!                         | 藤川桂介 | 勝間田具治          | 須田正己   | 辻忠直        | 合成獣ムササビー                    |
| 32   | 4月24日       | 無敵!! ガ・キーン重戦車!!                          | 安藤豊弘 | 明比正行            | 中村一夫   | 勝又激        | 合成獣バイソンコング                |
| 33   | 5月8日        | 飛べ!! マッハ・ウイング!!                          | 星山博之 | 森下孝三            | 鈴木孝夫   | 田中資幸      | 合成獣マッハエイ                    |
| 34   | 5月15日       | 特別攻撃隊長 ギャザーン                            | 藤川桂介 | 松浦錠平            | 小松原一男 | 勝又激        | 合成獣ドドロ                        |
| 35   | 5月22日       | 重戦車大改造計画!!                                 | 藤川桂介 | 福島和美            | 小泉謙三   | 田中資幸      | ブレーン総司令官                    |
| 36   | 5月29日       | 大空にかける バリアントアンカー号                  | 安藤豊弘 | 森下孝三            | 須田正己   | 勝又激        | 合成獣ドラガン                      |
| 37   | 6月12日       | 恐怖の病原菌作戦!!                                 | 星山博之 | 新田義方            | 湖川滋     | 勝又激        | イザール原人                        |
| 38   | 6月19日       | 二人の心が一つに燃えた                             | 山浦弘靖 | (明比正行) 福島和美 | 小山昭夫   | 田中資幸      | 合成獣マントラ                      |
| 39   | 6月26日       | ガ・キーン最後の出撃!!                             | 藤川桂介 | 松浦錠平            | 小松原一男 | 勝又激        | 合成獣フィナール イザール星帝王     |

## 放送局
- NET → テレビ朝日 (制作局)：日曜 18:00 - 18:25
- 北海道テレビ：日曜 18:00 - 18:25[33]
- 東日本放送：日曜 18:00 - 18:25[34]
- 福島中央テレビ（1980年に放送）：日曜 16:10 - 16:35[35]
- 新潟総合テレビ：日曜 7:25 - 7:50（1977年9月まで）→　土曜 7:00 - 7:30（1977年10月から）[36]
- テレビ山梨：土曜 16:55 - 17:25[37]
- 名古屋テレビ：日曜 18:00 - 18:25
- 朝日放送：日曜 18:00 - 18:25
- 山陰中央テレビ：月曜 18:00 - 18:30[38]
- 瀬戸内海放送：日曜 18:00 - 18:25[39]
- 広島ホームテレビ：日曜 18:00 - 18:25[39]
- 九州朝日放送：日曜 18:00 - 18:25[40]
- 熊本放送：金曜 17:00 - 17:30[41]
- 南日本放送：月曜 17:25 - 17:55（1978年11月27日まで放送）[42]

## 玩具などのアイテム
放送当時はタカラ（現・タカラトミー）から「マグネモ」ブランドをメインとして発売された。プライザーとマイティはマグネモ8規格だが、背中にマグネモ11サイズの鉄球があり、ガ・キーンの両腕のマグネジョイントに装着する事ができた。バリアントアンカーも発売されたが、マグネジョイントは2箇所のみで、ガ・キーンとの合体には5ミリ径ジョイントを使用する。マグネモシリーズは他に、いずれもマグネモ8規格のスピリット・エンジェル号とミニサイズのガ・キーンが発売された。マグネモ以外の玩具ではミクロマンタイプやロボットマンタイプ、ソフトビニールのフィギュア、サンゼンからフリクションタイプ合金、オンダから光る電光ガ・キーンなどが発売されており、玩具関連以外にも文具関連や菓子類など、数多くの商品展開を行っている。
放送から32年近く経った2008年9月、シーエムズコーポレーションからBREVE合金ガ・キーンが発売された。腕や脚はマグネモ版と同様に磁石で接続されており、パーツ換装も容易に行うことが可能である。プライザー・マイティや劇中に登場した武装・オプションパーツが同梱されており、1セットだけで劇中に登場したほぼすべてのバリエーションが再現できるうえに、ブレーン総司令官の剣も付属する。ただし肘に装着するドリルが付属しないため、ガ・キーン・シャベルパワーは再現できない。また、プライザー・マイティの武装も再現されていないもの（ニューミサイルなど）が存在する。マグネジョイントはガ・キーン本体がマグネモ11、プライザー・マイティおよび一部オプションがマグネモ8に準じており、過去に発売されたマグネモとの互換性がある。また、超合金魂鋼鉄神ジーグやエヴォリューショントイから発売している「ダイナマイトアクション!」のパーツも装着可能で、それぞれの手足を交換することもできる。
アニメのカラーリングを再現した限定版も10月に発売している。このほかにも、海外限定版として、マグネモのカラーリングを意識したバージョンも発売された。

## コミカライズ
- 冒険王 1976年11月号-1977年3月号連載 まんが：岡崎優
- テレビマガジン 1977年1月号増刊 読み切り まんが：細井雄二[43]
- たのしい幼稚園 1976年10月号 - 1977年6月号連載[44] 絵：新宅よしみつ

## 映像ソフト化
- 2003年1月24日にDVD-BOX（発売元：東映アニメーション・東芝デジタルフロンティア、販売元：パイオニアLDC）が発売された[45]。
- 2009年7月21日から10月21日にかけてDVDが東映ビデオより発売。全4巻の各2枚組で各巻10話（Vol.4は9話）収録。この単巻商品は2017年1月11日に廉価版となって、（『鋼鉄ジーグ』『超人戦隊バラタック』の廉価版DVDとともに）一挙再リリースされた。

## WEB配信
- 2023年2月現在、東映アニメーション創立60周年公式YouTubeチャンネル（東映アニメーションミュージアムチャンネル ）にて第1話が無料配信されているが、OPはキー局版、EDはローカル局版、予告はキー局版という、複雑な組み合わせになっている。

## その他
- 2006年放送の『祝!(ハピ☆ラキ)ビックリマン』第33話で本作のパロディ『マトバロボ ラ☆キーン』が作られている。マグネマンとなったヤマト王子と十字架天使がジェロイザーとゲンキィに乗り込み、スイートクロスでコアパーツに変形、移動基地ビックリフリーダムから射出されたパーツでラ☆キーンに合体、その合体プロセスもほぼオリジナルと同様、そして敵怪獣「合成獣タコクイーン」も本作第2話に登場した「合成獣タコガニー」をアレンジしてるという凝ったパロディとなっており、さらにかつて同時期に放送されていた『大空魔竜ガイキング』のガイキングの装備「フェイス・オープン」まで登場している。また、挿入歌『愛のマトバロボ ラ☆キーン』ではオリジナル曲を歌っていた水木一郎と堀江美都子が起用されうえ、堀江は劇中でも「ミッチ総司令」[注 10]役で出演した。なおこの第33話が放送されたのは2007年6月24日で、本作最終回のほぼ30年後である。
- 2009年より開始された企画『東映ロボットガールズ』には、ガ・キーンの美少女擬人化版である「ガッキー」(声 - 佐藤聡美)が登場しており、アニメ『ロボットガールズZ』にも、東映ロボットガールズ時代からの仲間である「ガイちゃん(ガイキング)」「バラたん(バラタック)」「ダンダン(ダンガードA)」と共に結成した「ロボットガールズ・チームT」のメンバーの一人として、バリアントアンカーと共に出演している。ゲーム『ロボットガールズZ ONLINE』のユニットでは、前述の本編では未使用に終わった陸海空3形態のデザインを元にした姿である「スカイガッキー」「アースガッキー」「マリンガッキー」も実装されている。さらに、イザール星人側の敵キャラ（合成獣）にもユニットとして登場しているものがある。